# خاوی لوپز (بازیکن فوتبال، زاده ۱۹۶۴)
خاوی لوپز (انگلیسی: Javi López؛ زادهٔ ۳ مارس ۱۹۶۴) بازیکن فوتبال اهل اسپانیا است.
از باشگاه‌هایی که در آن بازی کرده‌است می‌توان به باشگاه فوتبال اسپانیول و باشگاه فوتبال ویارئال اشاره کرد.